# Mikołaj z Bancz
Mikołaj z Bancz (zm. ok. 1344/45 r.) – duchowny katolicki, starosta ziemi otmuchowskiej, administrator diecezji wrocławskiej w latach 1319-1326.

## Życiorys
Był prawdopodobnie bratem Pawła, wrocławskiego biskupa pomocniczego. W 1303 roku został kapelanem ordynariusza wrocławskiego, biskupa Henryka z Wierzbnej, a dwa lata później dzięki jego wstawiennictwu kanonikiem katedralnym. W latach 1306–1318 pełnił funkcję archidiakona legnickiego. Następnie został przeniesiony do Otmuchowa na stanowisko tamtejszego plebana, które łączył z obowiązkami starosty zamku biskupiego i ziemi otmuchowskiej. W 1319 roku wrócił do Wrocławia, gdzie objął funkcję administratora apostolskiego diecezji wrocławskiej po śmierci biskupa Henryka z Wierzbnej, którą pełnił przez siedem lat do 1326 roku. W 1320 roku został kantorem kolegiaty św. Krzyża. W czasie swoich rządów wynegocjował w 1325 roku opłatę ryczałtową. Po wyborze nowego biskupa wrocławskiego skutecznie przeciwstawiał się w imieniu niższego duchowieństwa jego żądaniom oraz kolektorów papieskich dotyczących spłacenia zaległych danin oraz świętopietrza. Uzyskał także wsparcie niemieckiej ludności, która uważała opłatę za związaną z Królestwem Polskim. Nie protestował w 1339 roku przeciwko zajęciu przez króla Czech Jana Luksemburskiego zamku w Miliczu. Zmarł około 1344/1345 roku, przekazując w testamencie kapitule katedralnej w pełne posiadanie, na rzecz rezydujących kanoników swój folwark Kozanów pod Wrocławiem.
Był bardzo bliskim sojusznikiem i doradcą księcia Wrocławskiego Henryka Dobrego. Był sędzią sporu Łokietka z Janem Muskatą. Inny książę nie lubił go i pragnął zniszczyć księstwo wrocławskie poprzez porwanie księcia. Był nim książę Bolesław III Brzeski. Był za słaby na ten czyn toteż porwał doradcę księcia - Mikołaja z Bancz. Uwięził go w Jelczu i domagał się od księcia ustępstw. Niestety przyjaciele Mikołaja byli silniejsi i Bolesław stracił więźnia kolejne próby porwania niestety nie powiodły się.